# Giuseppe Penone
Giuseppe Penone, född 3 april 1947 i Garessio i Italien, är en italiensk installationskonstnär. 
Giuseppe Penone växte upp i en småbrukarfamilj i en by i Tanarodalen i norra Italien. Han utbildade sig på Accademia Albertina di Belle Arti Torino. Sin första separatutställning hade han i december 1969 på galleriet Gian Enzo Sperone i Turin. Han bor och arbetar i Turin och undervisar på École des Beaux-Arts i Paris. Han är företrädare för konstriktningen Arte Povera. Han arbetar framför allt med naturmaterial.
Giuseppe Penone deltog 1972 i Documenta 5 i Kassel, 1982 i Documenta 7, 1987 i Documenta 8, 2007 i Venedigbiennalen och 2012 i dOCUMENTA (13). År 1989 fick han Turnerpriset, 2001 Rolf Schockpriset i visuell konst och 2014 Praemium Imperiale.

## Bildgalleri

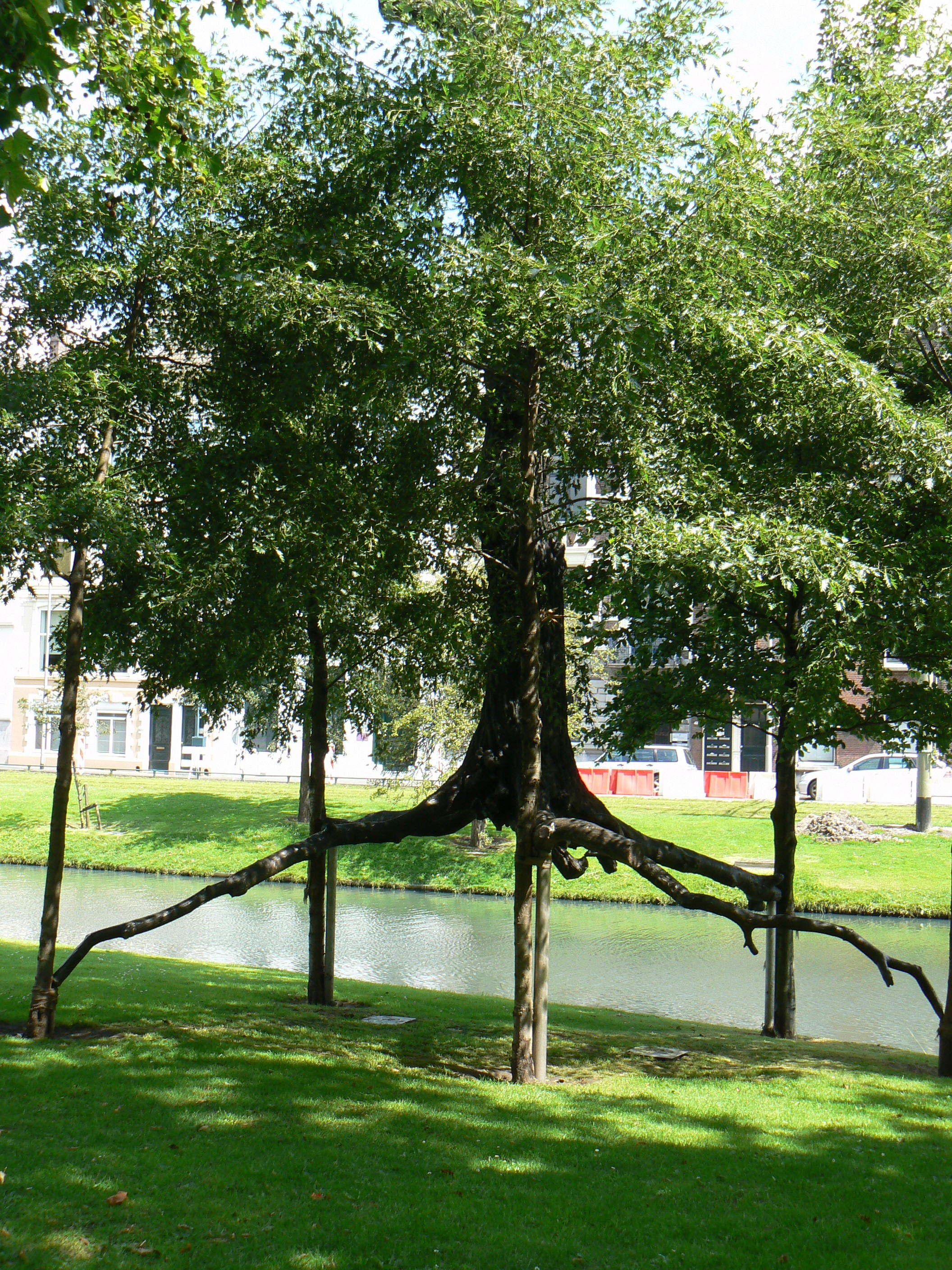
Elevazione, brons, 2001, Rotterdam
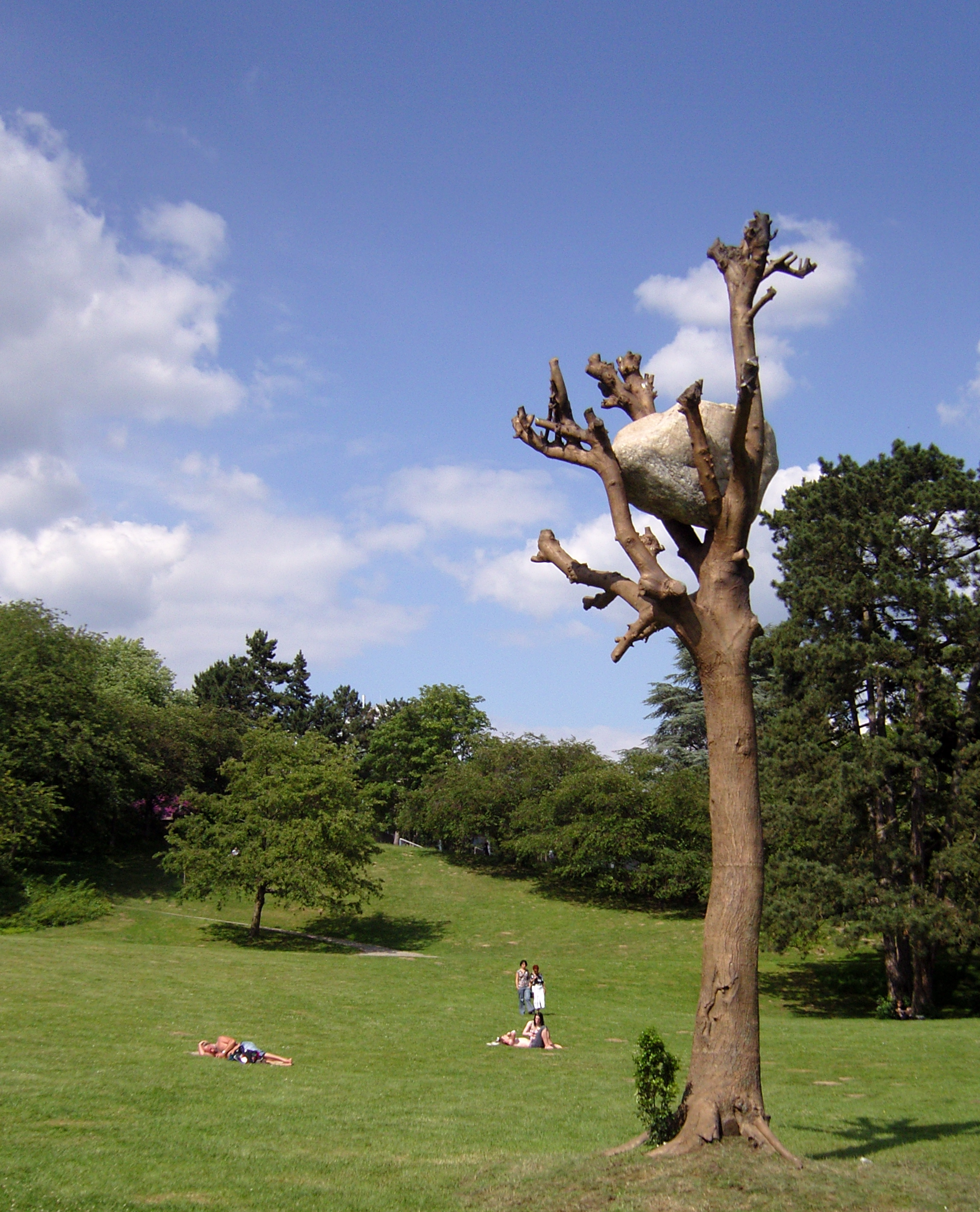
Idee di Pietra, dOCUMENTA (13)
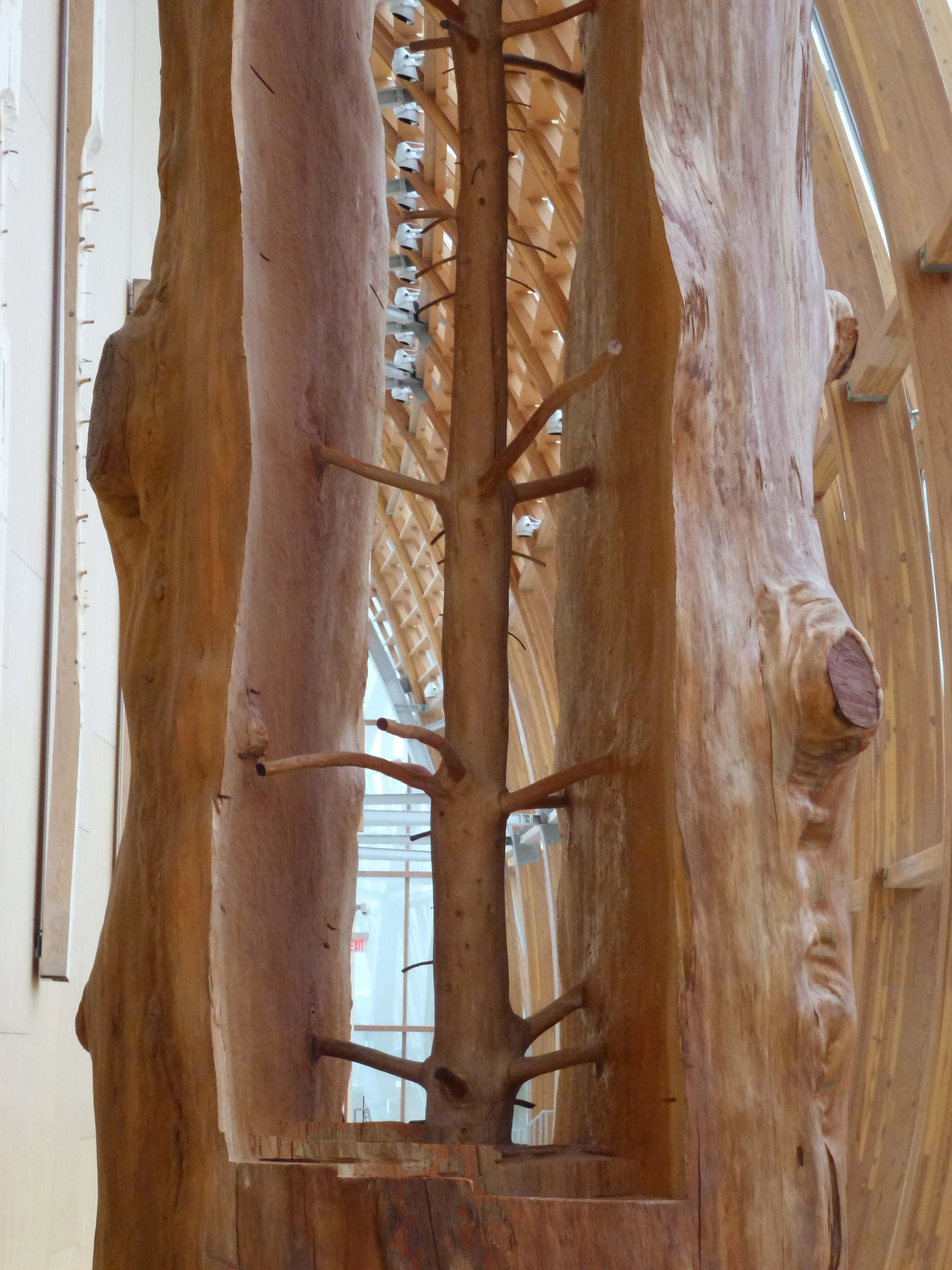
The Hidden Life Within
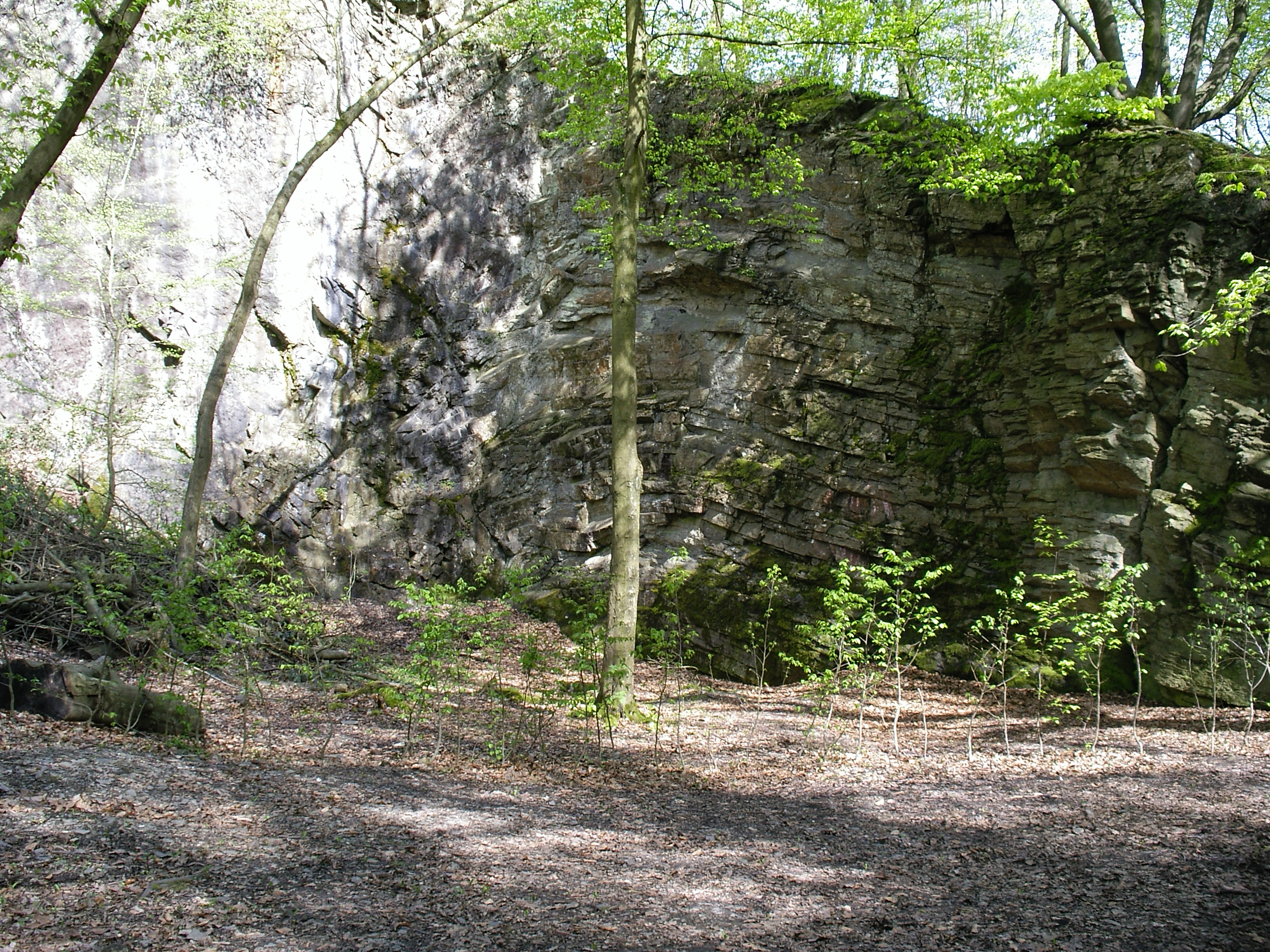
Neanderthal-Hecke i Naturschutzgebiet "Neandertal" i Mettmann
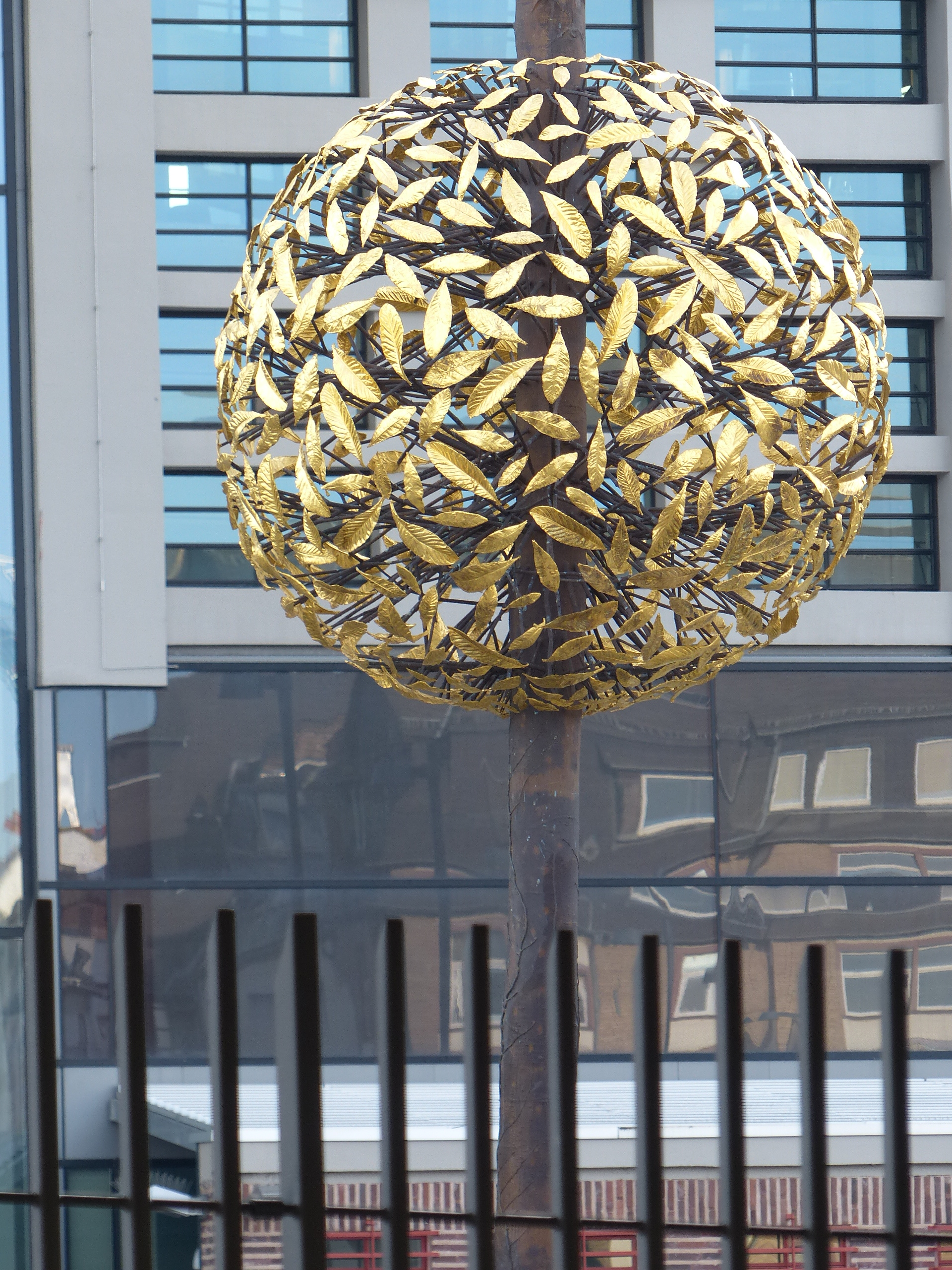
Gravity and Growth (2014), Frankfurt am Main